# Francesco Tudisco
Francesco Tudisco, noto anche con lo pseudonimo di Ciccio (Acireale, 9 gennaio 1968), è un allenatore di calcio ed ex calciatore italiano, di ruolo centrocampista, tecnico del Messana.

## Carriera

### Giocatore
Ha giocato in Serie B con le maglie di Licata, Salernitana, Reggiana e Fidelis Andria, per un totale di 179 presenze e 26 reti.

### Allenatore
Dopo aver appeso le scarpette al chiodo, intraprende la carriera di allenatore. Dopo un anno come vice alla Nocerina di Ezio Capuano, nel 2003-2004 il presidente Nino Grasso e il socio Ottavio Cutillo lo chiamano alla guida dell'Ariano Irpino nel campionato di Serie D. L'anno seguente è chiamato in Serie D dalla Battipagliese, in piena zona retrocessione e che retrocederà a fine stagione. Nel campionato 2006-2007 accetta l'offerta del Real Altamura in Eccellenza, dove giunge nono, un risultato che gli vale la riconferma per la stagione successiva che si interrompe con un esonero causato da contrasti con la dirigenza. Nel 2009-2010 porta in Serie D l'Atletico Nola.
Nel 2010-2011 è ancora in Eccellenza, con la Sanseverinese, campionato che termina al quarto posto. Il 28 giugno 2011 raggiunge un accordo con l'Unione Sportiva Agropoli 1921 per guidare la squadra nella stagione 2011-2012 vincendo il campionato di eccellenza. Dall'estate 2012 si lega alla Scuola Calcio Club Italia di Salerno. Da novembre 2012 è sulla panchina del Milazzo, militante in Lega Pro Seconda Divisione Girone A, il quarto livello del campionato italiano di calcio, prendendo il posto del mister Tosi. A fine campionato la squadra retrocede in Serie D.
Il 27 luglio 2013 raggiunge un accordo con il Valdiano di patron Carmine Cardinale, prendendo il posto del mister Vastola per guidare la squadra di Promozione nel girone D nella stagione 2013-2014. Con il Valdiano vince il campionato e regala alla squadra valdianese la storica promozione in Eccellenza che la società inseguiva da un paio di stagioni. Confermato alla guida del Valdiano anche nella stagione 2014-2015, con una squadra giovane e sempre in campo con almeno 5 under, conclude al 7º posto regalando una stagione tranquilla e valorizzando i tanti giovani presenti in rosa. Nel novembre del 2015 firma un contratto come allenatore dell'ASD Buccino Volcei, squadra di calcio del piccolo paese di Buccino in provincia di Salerno, militante nel Girone D della Promozione Campana. Il 12 settembre 2016 subentra a Carlo Graziani alla guida della Battipagliese, formazione militante nel campionato di Eccellenza Girone B. Dopo aver sfiorato la Serie D, viene confermato per la stagione successiva e poi esonerato nel mese di settembre. Torna ad allenare nel dicembre 2018, tornando al Valdiano al posto dell'esonerato Salvatore Nastri. Non riesce ad imprimere la svolta necessaria al club valdianese e viene sostituito dalla dirigenza rossoblù con l'ex Lecce Pedro Pasculli. A dicembre 2019 torna in Sicilia per allenare il Vallone.
Il 12 ottobre 2021 assume la guida della Pro Favara, nell'Eccellenza Siciliana, al posto del dimissionario Pensabene. Quasi un anno più tardi, esattamente il 4 ottobre 2022 si dimette dall'incarico.

## Palmarès

### Allenatore
- Eccellenza: 2

Atletico Nola: 2009-2010 (girone A campano)
Agropoli: 2011-2012 (girone B campano)
- Promozione: 1

Valdiano: 2013-2014 (girone D campano)